# Jimmy Jean-Louis
Pour les articles homonymes, voir Jean-Louis.
 (juillet 2017).
- Si vous ne connaissez pas le sujet, laissez ce bandeau (vous pouvez alors contacter les auteurs).
- Si vous supprimez le contenu mis en cause (vous pouvez préalablement contacter les auteurs),

argumentez précisément cette suppression dans la page de discussion
(un manque de référence n'est pas un argument ; une recherche réelle de référence doit avoir été effectuée, être formellement documentée).
 (juillet 2017).
Si vous disposez d'ouvrages ou d'articles de référence ou si vous connaissez des sites web de qualité traitant du thème abordé ici, merci de compléter l'article en donnant les références utiles à sa vérifiabilité et en les liant à la section « Notes et références ».
Jimmy Jean-Louis est un  acteur, mannequin, danseur et philanthrope haïtien, né à Pétion-Ville le 8 août 1968.

## Biographie

### Enfance et formation
Jimmy Jean-Louis est le fils de Lephène Jean-Louis. À l’âge de 12 ans, il rejoint sa mère à Paris, où elle fait des ménages depuis sept ans. La famille s'installe à Choisy-le-Roi dans le Val-de-Marne où il grandit et fait ses études. À 18 ans, ses parents rentrent en Haïti, mais il préfère rester en France.
Il suit des cours à l'Académie internationale de danse puis travaille comme danseur dans les émissions de Patrick Sébastien et de Michel Drucker.
Par la suite, il part vivre à Barcelone où il a rejoint le groupe de théâtre musical du cabaret « La Belle Époque ».

### Carrière de mannequin
En Espagne, il devient mannequin, mais, après trois ans, il quitte l’Espagne et se rend en Italie où il continue une carrière de mannequin. Il reste environ un an en Italie avant de s'embarquer pour l’Afrique du Sud. Après ce séjour, Jimmy Jean-Louis revient en Europe et s'installe à Londres. Il y passe trois ans, travaillant toujours dans le mannequinat. Le 5 décembre 2009, il fait partie du jury pour l'élection de Miss France.

### Carrière d'acteur

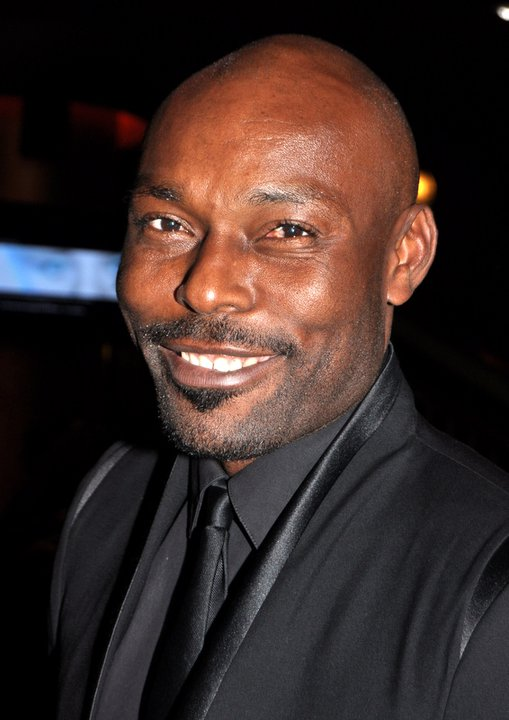
Jimmy Jean-Louis à la cérémonie des Étoiles d'or du cinéma français en 2011.

Il tourne un film avec Jean-Claude Van Damme, Point d'impact (2002). Il travaille par la suite avec Bruce Willis et Monica Bellucci dans Les Larmes du soleil (2003), avec Harrison Ford et Josh Hartnett dans Hollywood Homicide, avec Jane Fonda et Jennifer Lopez dans Sa mère ou moi (2005) ou encore avec Gerard Butler, Patrick Stewart et Wes Bentley dans Le Match de leur vie (2005).
Il tient le premier rôle dans le film Phat Girlz avec Imes Jackson.
En 2006, il a rejoint la distribution de la série Heroes, en incarnant René dit « l'Haïtien », tout en continuant sa carrière cinématographique en parallèle : Age of Khali (2006), Le président a-t-il le sida ? (2006), Loaded (en) avec Jesse Metcalfe (2007) et Adventures of Power (2007).
En 2018, Jimmy Jean-Louis a obtenu le Prix du meilleur court-métrage lors du 26e Festival panafricain du film et arts de Los Angeles.

### Engagement humanitaire
Il a fondé « Hollywood Unites for Haiti », créée pour développer des activités artistiques et culturelles, qui a élargi son champ d'action à la suite du séisme de 2010, avec notamment la construction d'une école. Il est également membre actif de l'organisation Artists for Peace and Justice (en).

## Filmographie

### Télévision
- 1993 : Eternelle Emmanuelle (téléfilm) de Francis Leroi
- 1993 : La Revanche d'Emmanuelle (téléfilm) de Francis Leroi
- 1993 : Emmanuelle à Venise (téléfilm) de Francis Leroi
- 1993 : L'Amour d'Emmanuelle (téléfilm) de Francis Leroi
- 1993 : Magique Emmanuelle (téléfilm) de Francis Leroi : le tueur à gages
- 1993 : Le Parfum d'Emmanuelle (téléfilm) de Francis Leroi
- 1993 : Le Secret d'Emmanuelle (téléfilm) de Francis Leroi
- 2001 : Arliss (série télévisée), saison 6, épisode 3 Fielding Offers de John Murray : Caesar Montenez
- 2003 : Washington Police (série télévisée), saison 3, épisode 12 Untouchable de David Jackson : Jean-Paul Bertrand
- 2003 : Fastlane (série télévisée), épisode 13 Defense de Marcos Siega : le premier Haïtien
- 2003 : Dr Vegas (série télévisée), épisode 9 Babe in the Woods de Joanna Kerns : Xola
- 2005 : The Shield (série télévisée), saison 4, épisode 11 A Thousand Deaths de Stephen Kay : Ididsa Okoye
- 2006-2010 : Heroes (série télévisée), 32 épisodes : René, dit l'Haïtien
- 2012 : Toussaint Louverture (téléfilm) de Philippe Niang : Toussaint Louverture
- 2013 : Arrow (série télévisée), 4 épisodes : le capitaine
- 2014 : Tatort (série télévisée), épisode 909 Kaltstart de Marvin Kren : Colonel Jérôme Mdanga
- 2014 : Métal Hurlant Chronicles (série télévisée), saison 2, épisode 6 Retour à la réalité (Back to Reality) de Guillaume Lubrano : Norman
- 2014 : Extant (série télévisée), épisodes 11 A New World de Kevin Nowling et 12 Before the Blood de Peter Solomon : Pierre Lyon
- 2015 : Heroes Reborn (mini-série) : le Haïtien
- 2017 : Juste un regard (mini-série) de Ludovic Colbeau-Justin : Eric Toussaint
- 2017 : The Brave (série télévisée), épisode 5 Enhanced Protection de John Terlesky : Lieutenant
- 2017 : The Way (série télévisée) : Inspecteur Morand
- 2017-2018 : Claws (série télévisée) : Dr Gregory Ruval
- 2018 : S.W.A.T. (série télévisée), saison 2, épisode 1 Shaky Town de Billy Gierhart : Sal Desir
- 2019 : SMILF (série télévisée), saison 2, épisode 3 Surrogate Mothers Inspire Loving Families de Frankie Shaw : Henri
- 2022 : Pam & Tommy (mini-série), épisode 4 The master Beta de Lake Bell : Officier Jarvis
- 2022 : Tropiques criminels (série télévisée), saison 3, épisode 7 La Baie des Anglais : Clément Galpin
- 2022 : Terror Lake Drive (mini-série), saison 2, épisode 6 Exode/Exodus de Jerry LaMothe : Terreur

### Cinéma
- 1996 : Love etc. de Marion Vernoux
- 2002 : La Mémoire dans la peau (The Bourne Identity) de Doug Liman : garde du corps de Wombosi
- 2002 : Point d'impact (Derailed) de Bob Misiorowski : Henry
- 2003 : Les Larmes du soleil (Tears of the Sun) d'Antoine Fuqua : Gideon
- 2003 : Hollywood Homicide de Ron Shelton : l'employé de Gianfranco Ferré
- 2003 : This Girl's Life d'Ash Baron-Cohen : Action Jackson
- 2005 : Sa mère ou moi ! (Monster-in-Law) de Robert Luketic
- 2005 : Le Match de leur vie (The Game of their Lives) de David Anspaugh : Joe Gaetjens
- 2005 : Age of Kali de Rafal Zielinski : Ferdinand
- 2006 : Le président a-t-il le sida ? d'Arnold Antonin : Dao
- 2006 : Zéro Complexe de Nnegest Likké : Docteur Tunde Jonathan
- 2006 : Phat Girlz
- 2007 : Cousines (moyen métrage) de Gessica Généus : Ralph
- 2007 : Rwanda Rising de CB Hackworth : Ipaule Kalisa (voix)
- 2008 : The Ball is Round (Golden Goal !) de Mirwan Suwarso : Jay Jay
- 2008 : Adventures of Power d'Ari Gold : Aubelin
- 2008 : Angel Blade de Donald G. Jackson et Scott Shaw : le pharaon
- 2008 : Loaded (en) d'Alan Pao : Antonio
- 2009 : Diary of a Tired Black Man de Tim Alexander : James
- 2009 : Moloch Tropical de Raoul Peck
- 2009 : Life Outside of Pearl de Johnny Desarmes : Cousin Marco
- 2009 : I Sing of a Well de Leila Djansi : narrateur
- 2010 : Soul Sisters de Rahman Oladigbolu : Tai Ojo
- 2010 : Coursier d'Hervé Renoh : Steve Loki
- 2010 : The Penthouse de Chris Levitus : Buzz McManus
- 2010 : Relentless d'Andy Amadi Okoroafor : le candidat
- 2010 : Sinking Sands de Leila Djansi : Jimah Sanson
- 2010 : Orpailleur de Marc Barrat : Myrtho
- 2011 : Un baiser papillon de Karine Silla-Pérez : l'homme au tableau
- 2013 : La Marque des anges de Sylvain White : Puyferrat
- 2013 : Doctor Bello de Tony Abulu : Doctor Bello
- 2013 : One Night in Vegas de John Uche : Nick
- 2014 : Five Thirteen de Kader Ayd : JJL
- 2015 : The Cursed Ones de Nana Obiri-Yeboah et Maximilian Claussen : Paladin
- 2015 : Joy de David O. Russell : Toussaint
- 2016 : The CEO de Kunle Afolayan : Jean-Marc
- 2016 : Everything But a Man de Nnegest Likké : Max
- 2016 : Jazmin et Toussaint (La caja vacia) de Claudia Sainte-Luce : Toussaint
- 2017 : Cargo de Kareem Mortimer : Jean
- 2017 : Catastropico de Jorge Hazoury : Damien
- 2017 : Esohe de Charles Uwagbai et Robert Peters : Gary Baba
- 2018 : The Outer Wild de Philip Chidel : Ramson
- 2019 : Rattlesnakes de Julius Amedume : Robert McQueen
- 2019 : Desrances d'Apolline Traoré : Francis Desrances
- 2019 : Jungle Jihad de Nadir Ioulain : le négociateur
- 2020 : 419 d'Eric Bartonio : Bright
- 2020 : La Convocation (Citation) de Kunle Afolayan : professeur Lucien N'Dyare
- 2022 : The Gray Man d'Anthony et Joe Russo : Alex Dumas
- 2022 : Detective Knight: Rogue d'Edward John Drake : Godwin Sango
- 2022 : Detective Knight: Redemption d'Edward John Drake : Godwin Sango
- 2022 : Assassin Club de Camille Delamarre : inspecteur Leon
- 2023 : Detective Knight: Independence d'Edward John Drake : Godwin Sango
- 2023 : Jagged Mind de Kelley Kali : Papa Juste
- 2023 : Rise de Maritte Lee Go : Modu
- 2024 : The Goat Life de Blessy : Khadiri